# August Jakob Heinrich von Suckow
August Jakob Heinrich Freiherr von Suckow (auch Succov, Suckov; * 17. Jahrhundert oder 18. Jahrhundert; † 12. März 1740 in der Festung Temeswar, Habsburgermonarchie) war Feldzeugmeister, Kommandierender General und Militärpräsident der Landesadministration des Temescher Banats. Seit dem 7. August 1734 war er Inhaber des Infanterieregiments No. 22.

## Leben und Wirken
Sein Vater war Heinrich Freiherr von Suckow aus Kitzerow und seine Mutter Modestia Freifrau von Metternich, die Schwester des preußischen Staatsministers Ernst von Metternich.
im Jahr 1717 wurde er als Oberstleutnant Kommandeur des Infanterieregiments No. 45. Dort wurde er 1723 zum Oberst befördert und kämpfte 1732/33 auf Korsika. Am 20. September 1733 wurde er zum General befördert, verheimlichte dieses aber einige Zeit, um sein Regiment persönlich in die Heimat führen zu können. Bereits 1734 wurde er Feldmarschall-Lieutenant und nahm an den Kämpfen in Italien teil. Bei Parma wurde er verwundet, kämpfte aber am 15. September bei Quistello und am 19. bei Guastalla. Seine Leistung fiel dem Prinz Eugen auf und so erhielt er ein eigenes Kommando an der Grenze zu Tirol. 
Von 1738 bis 1739 war er Festungskommandant von Belgrad und ab 1739 Feldzeugmeister.
Am 14. September 1739 wurde von Suckow zum Kommandierenden General des Temescher Banats ernannt und übernahm gleichzeitig die Präsidentschaft der Militärverwaltung der Krondomäne Banat. Diese beiden Funktionen hatte er bis zu seinem Tod am 12. März 1740 inne. Seine Bestattung fand am 14. März 1740 in der Elisabeth-Bastion der Festung Temeswar statt, da die Jesuiten dem Kalviner ein Grab in geweihter Erde verweigerten.